# Corroy (Mettet)
Pour les articles homonymes, voir Corroy.
Corroy est un hameau du village d’Oret. Avec Oret il fait aujourd’hui partie de la commune de Mettet, dans la province de Namur (Région wallonne de Belgique).

## Particularité
- La Biesme, une rivière qui parcourt l’Entre-Sambre-et-Meuse du sud au nord et se jette dans la Sambre à Ménonry, prend sa source dans le bois du prince, à Corroy. Cette commune wallonne comptait environ 2 160 habitants en 2003.